# Rogožarski R-100
El Rogožarski R-100 (en alfabeto cirílico serbio: Рогожарски Р-100) fue un avión de entrenamiento monomotor y monoplaza diseñado como un caza-entrenador avanzado. Fue construido por la firma yugoslava Rogožarski antes de la Segunda Guerra Mundial. Alrededor de 26 aparatos fueron construidos, sirviendo en la Real Fuerza Aérea Yugoslava hasta la conquista del país por los alemanes en 1941. Después de esa fecha, once R-100 fueron empleados por la nueva Fuerza Aérea del Estado Independiente de Croacia, algunos de ellos como aviones de combate, mientras que un R-100 fue utilizado por la Regia Aeronautica italiana.

## Antecesor
Proyectado por un equipo de ingenieros del Prof. Sima Milutinović, que incluía a R. Fizir, K. Sivcec, A. Bisceviv  y L. Ilié, el avión de entrenamiento avanzado de doble mando Rogožarski PVT voló por primera vez en 1934. Este monoplano totalmente de madera, con ala en parasol, fuselaje de sección circular y tren de patas independientes, era un aparato robusto del que derivó el R-100.

## Diseño e historia operacional
El R-100 fue diseñado y construido por la primera empresa yugoslava de construcciones aeronáuticas. El nuevo aparato presentaba una aerodinámica notablemente mejorada respecto a su predecesor, y desde el principio demostró buenas cualidades de vuelo. La estructura también se había modificado: el empenaje horizontal era de madera, pero la deriva era de tubos de acero soldados, y en la cola, en sustitución del primitivo patín, tenía una rueda. Sus alerones estaban formados por una estructura metálica cubierta de tela, con palas prominentes sobre la superficie superior del ala. La planta motriz era un motor radial de 7 cilindros IAM K-7, una versión construida bajo licencia del Gnome et Rhône K7 de 420/430 hp que impulsaba una hélice bipala y el montaje del motor incorporaba un carenado NACA. Destinado a las escuelas avanzadas de pilotaje, era particularmente indicado para la acrobacia y para el entrenamiento de tiro, gracias a la disponibilidad de una ametralladora y de una foto-ametralladora. 
Se produjeron veintiséis ejemplares del Rogozarsky R-100, avión estable y manejable. Fue utilizado intensamente para el entrenamiento avanzado y para la acrobacia hasta 1941, antes de la invasión de Yugoslavia por ejército alemán. La Fuerza Aérea del Estado Independiente de Croacia también empleó varios R-100 capturados por los alemanes, al igual que la Regia Aeronautica italiana.

## Especificaciones técnicas

### Características generales
- Tripulación: 1
- Longitud: 7,35 m
- Envergadura: 10,20 m
- Altura: 3,00 m
- Superficie alar: 20,56 m²
- Peso vacío: 1.024 kg
- Peso máximo al despegue: 1.326 kg
- Planta motriz:  radial Gnome-Rhône 7K Titan Major.
  - Potencia: 331 kW (444 HP; 450 CV) cada uno.

### Rendimiento
- Velocidad nunca excedida (Vne): 260 km/h
- Alcance: 473 km
- Techo de vuelo: 7.750 m

### Armamento
- Ametralladoras: 1× Darne de 7,7 mm
- Bombas: 1×100 kg

## Operadores
Estado Independiente de Croacia
- Zrakoplovstvo Nezavisne Države Hrvatske

 Reino de Italia
- Regia Aeronautica

 Reino de Yugoslavia
- Real Fuerza Aérea Yugoslava

 República Federativa Socialista de Yugoslavia
- Fuerza Aérea Yugoslava